# 中村拓 (医学者)
中村 拓（なかむら ひろし、1891年（明治24年）3月25日- 1974年（昭和49年）2月7日）は、日本の医学者、生化学者、古地図学者。本業である生化学者としての業績のほか、古地図研究でも多くの業績を残している。

## 経歴
1891年、福島県伊達郡梁川町に生まれる（現在の伊達市）。1916年第一高等学校を卒業。1920年（大正9年）東京帝国大学医学部を卒業。
1921年、伝染病研究所（長与又郎研究室）に入り、パリのパスツール研究所に留学。1924年ガブリエル・ベルトラン教授に師事し、ソルボンヌ大学から理学博士号を授与される。1925年、東京帝国大学から医学博士号を授与される。1926年にポール・ジャクレーの母で18歳上の未亡人ジャンヌ (1874-1940)と結婚。
1929年（昭和4年）ジャンヌ とともにフランスから帰朝し、朝鮮の京城帝国大学講師として赴任。1931年教授に昇進し、医化学教室を主宰。1933年から1934年まで、文部省在外研究員として滞仏。ジャンヌの死後、1942年に中村よ志と再婚。1946年1月、よ志と共に郷里の福島に敗戦・引揚げ帰国。
1949年横浜市立大学医学部教授に就任、生化学教室を主宰。1961年、専門の医学・生化学とは別に、古地図の研究で東京大学より文学博士号を授与される。同年、横浜市立大学を定年退官。1974年（昭和49年）2月7日、死去。享年83。

## 受賞・栄典
- 1947年：論文 “Old Chinese world maps preserved by Koreans” により、国際古地図研究誌『イマゴ・ムンディ（英語版）』のイマゴ・ムンディ賞を受賞[7][注釈 1]。
- 1952年：古地図の研究により、第1回横浜文化賞を受賞[9]。
- 1964年（昭和39年）：論文 “The Japanese portolanos of Portuguese origin” により、2度目のイマゴ・ムンディ賞を受賞[7]。

## 没後の顕彰
- 1988年（昭和63年）、中村拓を記念した小惑星9574 Taku（拓）が命名・登録される[10]。
- 2011年（平成23年）、遺族から明治大学図書館に古地図を中心とする旧蔵資料が譲渡され、「中村拓文庫」が設立される[11]。
- 2017年（平成29年）、中村拓の小伝記がでた[12]。

## 研究内容・業績

### 医学者・生化学の研究者として
- 当時のフランスを代表する生物化学者だったガブリエル・ベルトラン（英語版）教授のもとで、微量重金属元素が人体に及ぼす生理学的研究を行なった。ニッケルが人体にとって必須元素であることを示したこの先駆的研究（1936年）は、近年もなお引用されている[13][14]。また、パスツール研究所のホームページにおけるベルトラン教授の頁には、彼の主要な共同研究者の1人として、H. Nakamuraの名が挙げられている[2]。
- 帰国してからの専門分野は、血液の溶血現象と赤血球の物理化学的特性で、最小溶血濃度の概念を確立した[15]。
- 徳島医科大学（現徳島大学）学長、徳島文理大学学長を務めた黒田嘉一郎は、京城帝国大学時代の血液学研究における最初の弟子である。

### 古地図研究に関して
- パリ留学中に、古地図に興味を抱いて研究を始めた。後に二度のイマゴ・ムンディ賞を受賞している。

## 交遊
- パリ留学中は、絵画への興味と、医師という職業柄から、「パリ日本人会」の中心的存在だった。石黒敬七、藤田嗣治をはじめ、日本から画業修行に来ていた多くの画家たちと親交を結んだ[16][17]。肺と精神を病んだ佐伯祐三の主治医を務め[18]、肺結核になった芹沢光治良にはスイスへの転地療養を勧めて、これが後に芹沢が小説家として立つ転機になったという[19]。

## 著作

### 著書
- “East Asia in Old Maps”, pp. 82, (UNESCO), 1962年。補訂再版（Centre for East Asian Cultural Studies）1997年。
- 『御朱印船航海図』、582＋99頁、日本学術振興会、1965年。原書房から復刻版、1979年。
- 『鎖国前に南蛮人の作れる日本地図』、全3巻（I-224頁、II-427頁、III 図版104頁）、東洋文庫〈東洋文庫論叢〉、1966-1967年。

### 監修
- 中村拓監修、海野一隆・織田武雄・室賀信夫編集、『日本古地図大成』、A3判280頁、講談社、1972年。

### 古地図学に関する論文
- Les Cartes du Japon qui servaient de modèle aux cartographies européeans au debut des relations de l’Occident avec le Japan, Monumenta Nipponica, vol. 2, No. 1, 100-123, 1939.
- 東亜地図の歴史的変遷、『続大陸文化研究』、147-182、岩波書店、1943年。
- Old Chinese world maps preserved by the Koreans, Imago Mundi, vol. 4, 3-22, 1947.
- 本邦に伝わるブラウー世界図について、『地理学史研究』第一集、23-65、柳原書店、1957年。
- 中村拓「戦国時代の日本図」『横浜市立大学紀要 A 人文科学』第11号、横浜市立大学、1957年3月、1-98頁、ISSN 05128129、NAID 40003712331。
- 「東亜の古地図」『横浜市立大学紀要 A 人文科学』第88号, 1-194, 1958年。
- 南蛮屏風世界図の研究、『キリシタン研究』第9輯, 1-273, 1964年。
- The Japanese Portolanos of Portuguese origin of the XVIth and XVIIth Century, Imago Mundi, vol. 18, 24-44, 1964.
- 中村拓「朝鮮に伝わる古きシナ世界地図」『朝鮮学報』第30-40号、朝鮮学会、1966年4月、530-458頁、ISSN 05779766、NAID 40002433120。
- 赤水図の欧州における評価、『地理』第13巻第1号, 85-91, 1968年。
- 欧州人に知られたる江戸時代の実測日本図、『地学雑誌』第78巻第1号, 10-18, 1969年。doi:10.5026/jgeography.78.1

### 医学に関する論文
医学関係では、中村拓グループの論文目録として、『中村拓教授還暦記念、研究業績目録』（同門会編、1953年、25頁）があり、1924年から1953年の期間に304篇の論文タイトルが収録されている。